# Сретен Вукосављевић
Сретен Вукосављевић (Пријепоље, 5. март 1881 — Ровињ, 9. август 1960) био је српски и југословенски социолог, политичар и универзитетски професор. Учесник је балканских и оба светска рата.

## Биографија
Рођен је 6. марта 1881. године у Пријепољу, као Сретен Тмушић, у младости је променио презиме узевши име свог деде по оцу Вукосава за основу презимена. Његови преци су се доселили из племена Кучи у Црној Гори, првом половином 19. века у село Сопотница, код Пријепоља. После завршетка основне школе, као добар ђак је био упућен на даље школовање. Нижу гимназију је учио у Пљевљима, Ваљеву и Београду, а Учитељску школу је завршио у Алексинцу.
Од 1901. године је службовао као учитељ у селима Тимочке крајине, а 1905. је постављен за управитеља основне школе у Пријепољу. Године 1909. постаје школски инспектор у Црној Гори, а потом 1911. прелази у Скопље, где је био управник српских основних школа.
Током 1911. и 1912. године командовао је четничким одредом на Јавору. Учествовао је у Првом и Другом балканском рату, 1912. и 1913. године, а потом и Првом светском рату, од 1914. до 1918. године. У току Балканских ратова, био је командант добровољаца из Старе Рашке и Полимља. Са четницима је ослободио Прибој. Учествовао је у Првом светском рату, али оптужили су га 1917. да је члан Црне руке, па је био суђен на Солунском процесу.
После завршетка рата, био је постављен за среског начелника у Кавадару, а 1919. године за главног повереника за аграрну реформу у Скопљу. За посланика Народне скупштине Краљевине Срба, Хрвата и Словенаца изабран је на изборима 1920. године. Два пута је био постављан за државног подсекретара.
Године 1925, због све већих неслагања са политиком режима, био је пензионисан у 44. години и тада се вратио у родно Пријепоље. Пошто се повукао из политичког живота, потпуно се посветио научном раду — социологији села. Своје ставове и запажања о негативном појавама у друштвеном животу на селу износио је у листовима „Санџак“, „Цариградски гласник“, „Вардар“, „Цетињски весник“ и „Политика“. Због популарности коју је стекао због ових текстова, у децембру 1939. је постао хонорарни предавач руралне социологије на Правном факултету у Београду.
За време Другог светског рата, 1943. године се прикључио Народноослободилачком покрету (НОП) и у новембру исте године је постао председник Земаљског антифашистичког већа народног ослобођења Санџака (ЗАВНОС). Био је учесник на Другом заседању АВНОЈ-а одржаном у Јајцу, 29. и 30. новембра 1943. године, на ком је изабран за члана Председништва АВНОЈ-а.
Јула 1944. године, на предлог председника Националног комитета ослобођења Југославије маршала Тита, укључен је у састав Владе др Ивана Шубашића, као министар исхране и обнове шума и руде.
Када је 7. марта 1945. године формирана Привремена влада Демократске Федеративне Југославије, постављен је за министра колонизације. После завршетка рата, 1945. године биран је за народног посланика Народне скупштине ФНР Југославије и члана Президијума Народне скупштине НР Србије. Био је аутор Закона о аграрној реформи (1945).
Носилац је више одликовања, међу којима је и Орден народног ослобођења, којим је одликован 26. фебруара 1945.
У току Народноослободилачког рата (НОР), као партизански борац му је погинуо син Душан.
Од 1948. до 1951. године је био редовни професор Правног факултета у Београду, а од 1951. је као један од првих утемељивача социологије у Србији и Југославији. Био је постављен за управника Института за изучавање села при Српској академији наука и уметности (САНУ), а такође је био и дописни члан Југословенске академије знаности и уметности (ЈАЗУ). Објавио је више чланака и расправа на тему социологије села.
Умро је 9. августа 1960. у Ровињу, а сахрањен је уз државне почасти у Алеји народних хероја на Новом гробљу у Београду.